# Камунська мова
Камунська мова — вимерла мова, якою говорили племена камунів в 1-му тисячолітті до нашої ери в долинах Валькамоніка і Вальтелліна в Північній Італії, обидві в Центральних (Швейцарських) Альпах. Мова є мало засвідченою настільки, що будь-яка спроба класифікації унеможливлюється — навіть обговорення того, чи слід вважати її палеоєвропейською або індоєвропейською мовою, залишилося невирішуваним. Серед різних припущень було висловлено гіпотезу, що камунська пов'язана з ретською мовою з тірренської мовної сім'ї, на що вказував також античний історик Страбон, або ж із кельтськими мовами індоєвропейської групи.

## Відомості

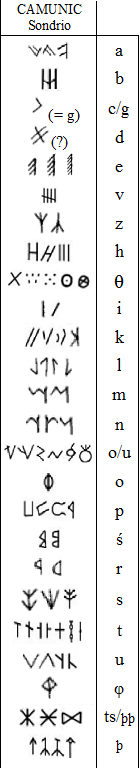
Сондрійський алфавіт

Корпус написів, що дійшли до наших днів, висічено на скелях. Відомо щонайменше 170 написів, більшість із котрих складається лише з кількох слів. Використовувана система письма є різновидом північно-етруського алфавіту, відомого як камунський алфавіт або сондрійський алфавіт (на честь однойменної провінції). Більш довгі написи показують, що камунське письмо використовувало бустрофедон.
Сучасна назва мови походить від народу камунів, який жив за залізної доби у Валькамоніці та був творцем багатьох кам'яних різьблених фігурок у цьому районі. Самоназва мови невідома. Абецедарії, знайдені в Надро та П'янконьо, датуються часом між 500 роками до н. е. і 50 р. н. е.
Кількість матеріалу недостатня для повного розшифрування мови. Деякі вчені вважають, що мова може бути спорідненою з ретською й етруською, хоча така приналежність остаточно не є підтвердженою. Інші вчені припускають, що камунська мова натомість була кельтською чи іншою невідомою індоєвропейською мовою.
Мова, ймовірно, зникла близько I ст. до н. е. у зв'язку з римською експансією.

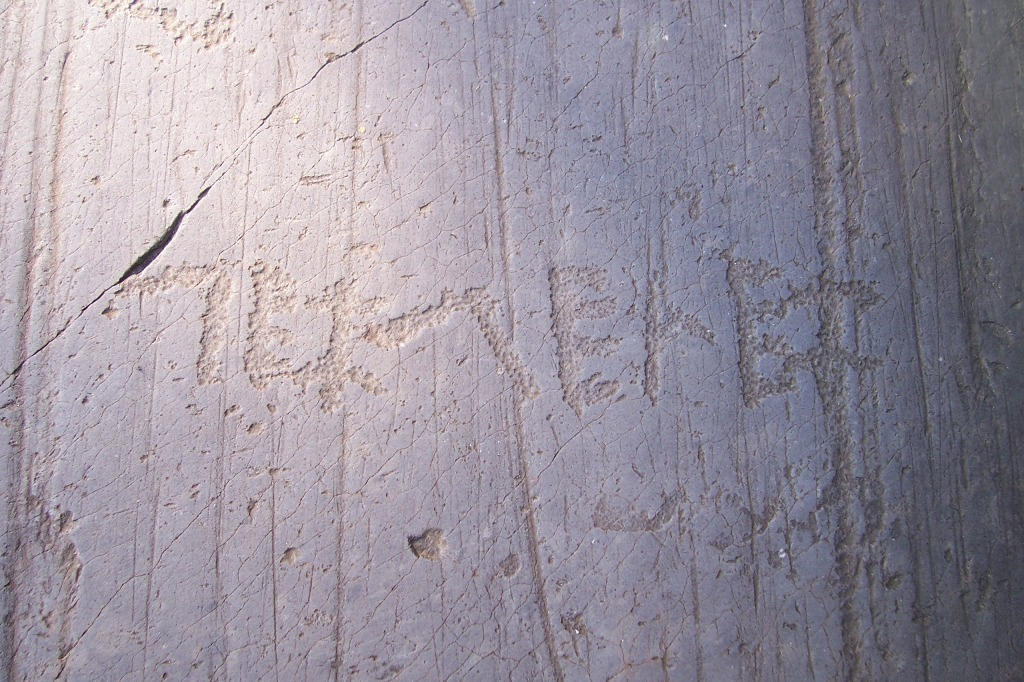
Напис з Капо-ді-Понте (Валькамоніка)
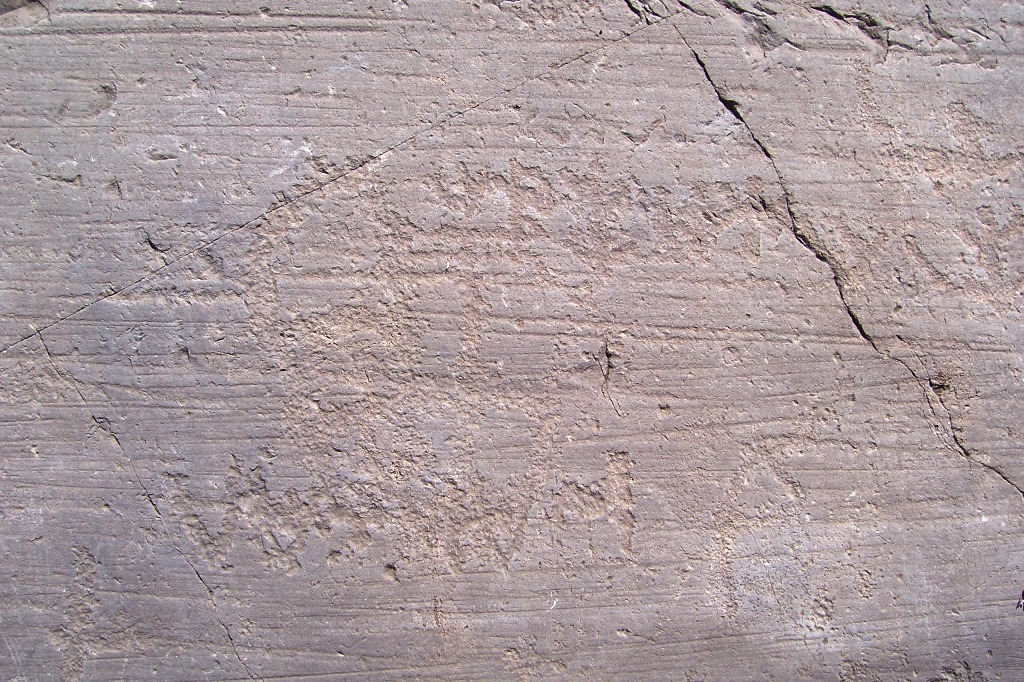
Напис з Надро (Валькамоніка)
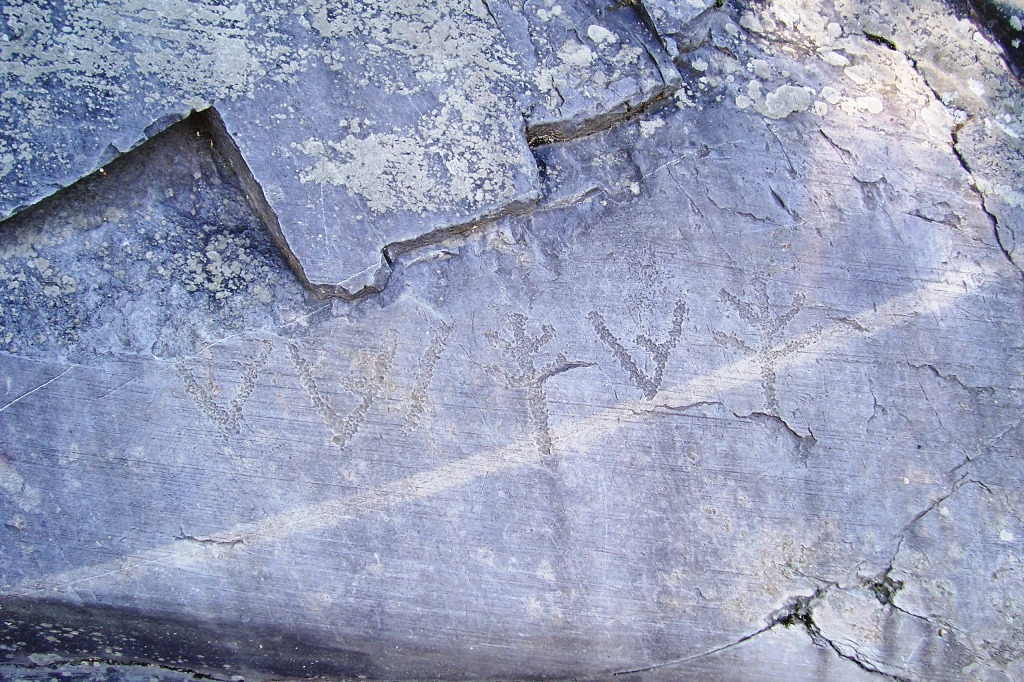
Напис з Надро (Валькамоніка)
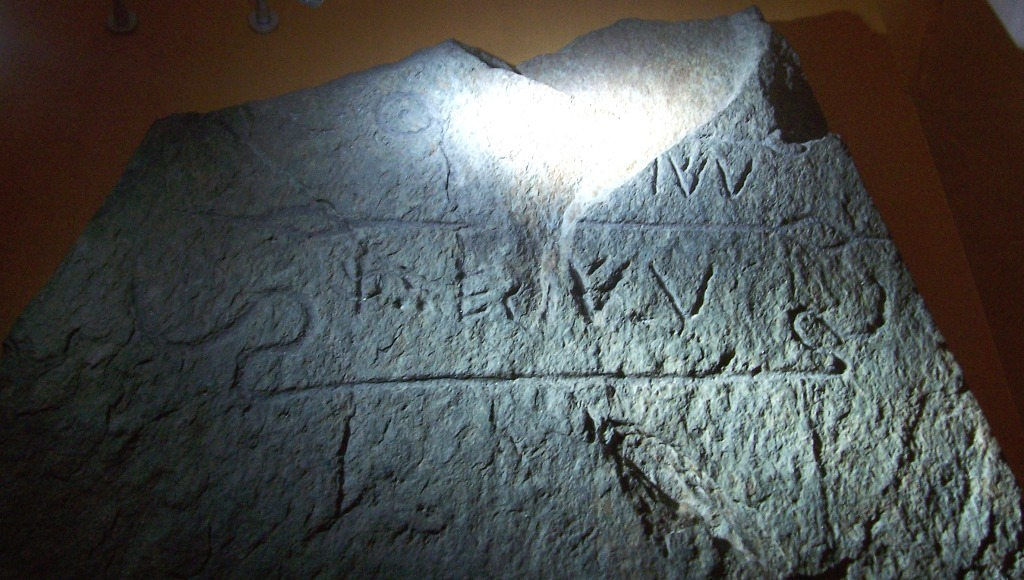
Напис з музею в Сондріо (Вальтелліна)

### Тлумачення камунського письма
| Гліфи | Тібілетті Бруно, 1992 | Дзавароні, 2004 | Мартінотті, 2009 |
| ----- | --------------------- | --------------- | ---------------- |
|       | -                     | A               | -                |
|       | Αα                    | A               | A                |
|       | Αα                    | A               | -                |
|       | Ββ                    | B               | B (V?)           |
|       | Ββ                    | B               | B (V?)           |
|       | Δδ                    | -               | D                |
|       | h                     | D (?)           | -                |
|       | Εε                    | E               | E                |
|       | Εε                    | E               | E                |
|       | Εε                    | E               | E                |
|       | Ϝϝ                    | V               | -                |
|       | Γγ                    | G               | K (G?)           |
|       | Γγ                    | G               | -                |
|       | h                     | H               | J (ii/h/η?)      |
|       | -                     | H               | -                |
|       | Ιι                    | I               | I                |
|       | Ιι                    | I               | I                |
|       | -                     | K               | K (G?)           |
|       | Λλ                    | L               | L                |
|       | Λλ                    | L               | L                |
|       | Μμ                    | M               | M                |
|       | Μμ                    | M               | M                |
|       | Νν                    | N               | N                |
|       | Νν                    | N               | N                |
|       | Ϙϙ                    | O               | Φ (Q?)           |
|       | -                     | P               | -                |
|       | Ππ                    | P               | P                |
|       | Ρρ                    | R               | R                |
|       | Ρρ                    | R               | R                |
|       | Ξξ                    | S               | χ                |
|       | Σσς                   | S               | S                |
|       | Σσς                   | S               | S                |
|       | Χχ                    | T               | T                |
|       | Ττ                    | T               | T                |
|       | -                     | T               | I                |
|       | Ψψ                    | Θθ              | -                |
|       | -                     | Θθ              | Θθ               |
|       | -                     | TS - Ϸϸ         | -                |
|       | Φφ                    | TS - Ϸϸ         | χ                |
|       | Υυ                    | U - W           | U                |
|       | -                     | U - W           | U                |
|       | Ζζ                    | Z               | χ                |
|       | Ζζ                    | Z               | χ                |

## Топонімія
Місцеві топоніми Камунської долини та старовинні слова сучасної брешіанської камунської говірки східноломбардського наріччя ломбардійської мови відіграють важливу роль у визначенні слів власне стародавньої камунської мови.
| Камунською | Похідні слова | Значення                    | Дійсні топоніми                                      |
| ---------- | ------------- | --------------------------- | ---------------------------------------------------- |
| Còren      | Corna         | Скеля, камінь               | Loc. Corna (Дарфо-Боаріо-Терме)                      |
| Cùi        | Covel         | Печера, укриття під скелями | Dos Cùi (Надро)                                      |
| Fopa       | Foppa         | Вузьке місце, отвір         | Foppe (Надро)                                        |
| Luera      | Lovera        | Шахта                       | Lovere (Паїско-Ловено)                               |
| Poja       | Poia          | Брудне місце                | Torrente Poia (Кадеґоло), Loc. Poia (Понте-ді-Леньо) |
| Ruc        | Ronchi        |                             | Ronchi di Zir (Капо-ді-Понте)                        |

## Зовнішні посилання
- (англ.) Etruscan alphabet. Процитовано 20 вересня 2009.
- (італ.) Iscrizioni camune a cura di Adolfo Zavaroni. Архів оригіналу за 22 липня 2011. Процитовано 20 серпня 2009.
- (італ.) Tracce n° 7 Scratched horses in a relief from Cividate Camuno – Valcamonica (Italy). Процитовано 18 вересня 2009.
- (італ.) Tracce n° 9 Vite-Deria, Paspardo, Valcamonica. Ricerche 1990–97. Процитовано 18 вересня 2009.
- (італ.) Tracce n° 9 Rock and Roll with the Camunnians Did they have ladders in the prehistory?. Процитовано 18 вересня 2009.
- (італ.) Tracce n° 12 Due nuove rocce istoriate in località Vite area di Vite-Deria, Paspardo (Valcamonica, BS). Процитовано 18 вересня 2009.

Шаблон:Євразійські мови